# Dernau
Dernau é um município da Alemanha localizada no distrito de Ahrweiler, na associação municipal de Verbandsgemeinde Altenahr, no estado da Renânia-Palatinado.

## Política
Cadeiras ocupadas na comunidade:
|      | CDU | FBL | Gesamt   |
| 2009 | 10  | 6   | 16 Sitze |
| 2004 | 11  | 5   | 16 Sitze |